# Mario Tagliaferri
Pour les articles homonymes, voir Tagliaferri.
Mario Tagliaferri, né le 1er juin 1927 à Alatri, province de Frosinone, dans le Latium en Italie et mort le 21 mai 1999 à Paris, est un archevêque catholique, nonce apostolique en France au moment de sa mort.

## Biographie
Ordonné prêtre, le 5 août 1950, titulaire d'un doctorat en droit canonique, il intègre les services diplomatique du Saint-Siège quatre ans plus tard. Il exerce différentes responsabilités au sein des représentations diplomatiques du Saint-Siège en République dominicaine (en), aux États-Unis au Canada et au Brésil (en).
Le 5 mars 1970, Paul VI le nomme archevêque titulaire de Formiae (de) et pro-nonce en République centrafricaine, au Congo et au Tchad (en). Il reçoit la consécration épiscopale le 7 mai suivant des mains du cardinal Jean-Marie Villot, secrétaire d'État.
Il est ensuite transféré à Cuba (en) en 1975, au Pérou (en) en 1978 puis en Espagne en 1985. Il est finalement nommé à Paris le 13 juillet 1995. Il accueille Jean-Paul II lors de ses visites en France de 1996 et 1997 pour les JMJ.
Malade, il meurt à Paris le 21 mai 1999.